# 卡拉恰伊-切爾克斯共和國國旗
卡拉恰伊-切爾克斯共和國國旗制定於1996年7月26日。卡拉恰伊-切爾克斯共和國國旗是一面三色旗，自上而下為淺藍色、綠色和紅色。綠色條紋中間是一個圓形，圓形內有一個自山峰中升起的太陽圖案。